# هايني سرور
هايني سرور (مواليد 23 آذار، 1945) مخرجة أفلام لبنانيّة.كانت سرور أوّل مخرجة أفلام عربيّة تم اختيار فيلمها «ساعة التّحرير دقّت» لمهرجان كان السّينيمائيّ. سرور ترى أنّ المجتمع العربيّ يقمع النّساء ويضعهنّ في طبقة ثانويّة وهذا ما يمنعهنّ من صنع الفنّ. دافعت سرور عن حقوق المرأة من خلال أفلامها وكتاباتها وتمويلها لمخرجين آخرين.

## حياتها المهنية
ولدت سرور في بيروت عام 1945. درست علم الاجتماع في الجامعة الأميركيّة في بيروت ومن ثمّ أكملت الدكتوراه في الأنثروبولوجيا الاجتماعية في سربورن. قد فقدت أوّل فيلم لها باسم "Bread of Our Mountains"(1968,3', 16mm) خلال الحرب الأهليّة في لبنان.
تمّ اختيار فيلمها «ساعة التّحرير دقّت» الذي يتكلّم عن الثّورة في عمان، للمنافسة في مهرجان كان السّينيمائيّ عام 1974. وبذلك فهي أوّل امرأة عربيّة يكون قد تمّ اختيار فيلمها للمشاركة في مهرجان عالمي.
كانت سرور تدافع عن مركز الامرأة في المجتمع العربي وفي عام 1978 أعلنت هي والمخرجة سلما بكّار والمؤرّخة السينيمائيّة ماجدة واصف صندوق المساعدة الجديد «لتعبير الامرأة عن ذاتها في الأفلام السّينيمائيّة».

## أسماء الأفلام الخاصّة بها

### أفلام قصيرة وأفلام وثائقيّة
- The Singing Sheikh (1991, 10', video)
- The Eyes of the Heart (1998, 52', video)
- Women of Vietnam (1998, 52', video)
- Woman Global Strike 2000 (2000, video)

### الأفلام الطّويلة
- The Hour of Liberation Has Arrived (1974, 62',16mm)
- Leila and the Wolves (1984, 90', 16mm)[6][7]

## طالع
- نيفين خشاب
- قائمة العالمات اللبنانيات
- نجاة عوني صليبة

## روابط خارجية
- هايني سرور على موقع IMDb (الإنجليزية)
- هايني سرور على موقع قاعدة بيانات الفيلم (الإنجليزية)